# 하우스 오브 드래곤
《하우스 오브 드래곤》(영어: House of the Dragon)은 HBO에서 2022년 8월부터 방영된 미국의 판타지 드라마이다. 드라마 《왕좌의 게임》의 프리퀄 작품이다.

## 출연진
- 패디 콘시딘 - 비세리스 1세 역
- 엠마 다시 - 라에니라 타르가르옌 공주 역
  - 밀리 올콕 - 어린 라에니라 타르가르옌 공주 역
- 맷 스미스 - 다에몬 타르가르옌 왕제 역
- 올리비아 쿡 - 알리센트 하이타워 역
  - 에밀리 케리 - 어린 알리센트 하이타워 역
- 리스 이반스 - 오토 하이타워 역
- 스티브 투생 - 코를리스 벨라리온 역
- 이브 베스트 - 라에니스 타르가르옌 공주 역
- 파비엔 프랭클 - 크리스톤 콜 역
- 미즈노 소노야 - 미사리아 역